# CE Principat
Der Club Esportiu Principat („Sportklub Fürstentum“) war ein 1989 gegründeter andorranischer Fußballverein aus Andorra la Vella. Der Klub war Gründungsmitglied der Primera Divisió und war bis zum Abstieg 2014 19 Saisons in Folge in der ersten Liga vertreten. 2015 wurde der Verein aufgelöst.
Der Verein hat drei Meistertitel und sechsmal den andorranischen Pokal gewonnen. Die Pokalsiege gelangen in Folge von 1994 bis 1999.
Die Mannschaft hat dreimal an der Qualifikation zum UEFA-Cup teilgenommen, konnte aber keines ihrer sechs internationalen Spiele gewinnen.
Nach dem erstmaligen Abstieg aus der Primera Divisió 2013/14 zog man die Mannschaft aus dem Ligabetrieb zurück.

## Bisherige Erfolge
- Andorranische Meisterschaft (3): 1997, 1998, 1999
- Andorranischer Pokal (6): 1994, 1995, 1996, 1997, 1998, 1999

## Europapokalbilanz
| Saison    | Wettbewerb | Runde                  | Gegner               | Gesamt | Hin     | Rück     |
| --------- | ---------- | ---------------------- | -------------------- | ------ | ------- | -------- |
| 1997/98   | UEFA-Pokal | 1. Qualifikationsrunde | Dundee United        | 00:17  | 0:8 (H) | 0:9 (A)  |
| 1998/99   | UEFA-Pokal | 1. Qualifikationsrunde | Ferencváros Budapest | 01:14  | 0:6 (A) | 1:8 (H)  |
| 1999/2000 | UEFA-Pokal | Qualifikation          | Viking Stavanger     | 00:18  | 0:7 (A) | 0:11 (H) |

Gesamtbilanz: 6 Spiele, 6 Niederlagen, 1:49 Tore (Tordifferenz −48)